# Offranville
Offranville is een gemeente in het Franse departement Seine-Maritime (regio Normandië) en telt 3394 inwoners (2005). De plaats maakt deel uit van het arrondissement Dieppe.

## Geografie
De oppervlakte van Offranville bedraagt 17,4 km², de bevolkingsdichtheid is 195,1 inwoners per km².
De onderstaande kaart toont de ligging van Offranville met de belangrijkste infrastructuur en aangrenzende gemeenten.

## Demografie
Onderstaande figuur toont het verloop van het inwonertal (bron: INSEE-tellingen).